# Dorothea Sophie von Schleswig-Holstein-Sonderburg-Glücksburg

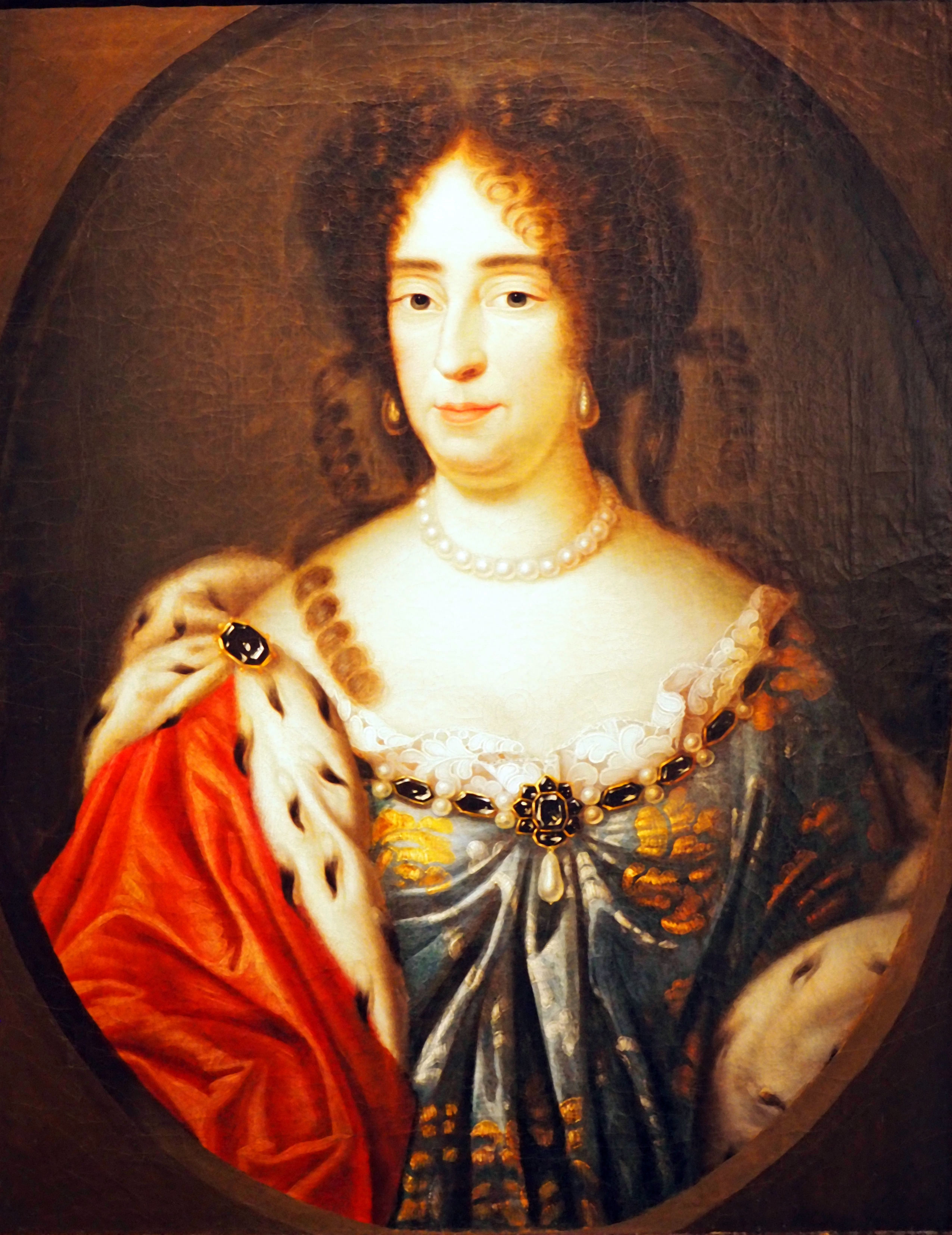
Unbekannter Maler, Dorothea Sophia, Residenzmuseum im Celler Schloss

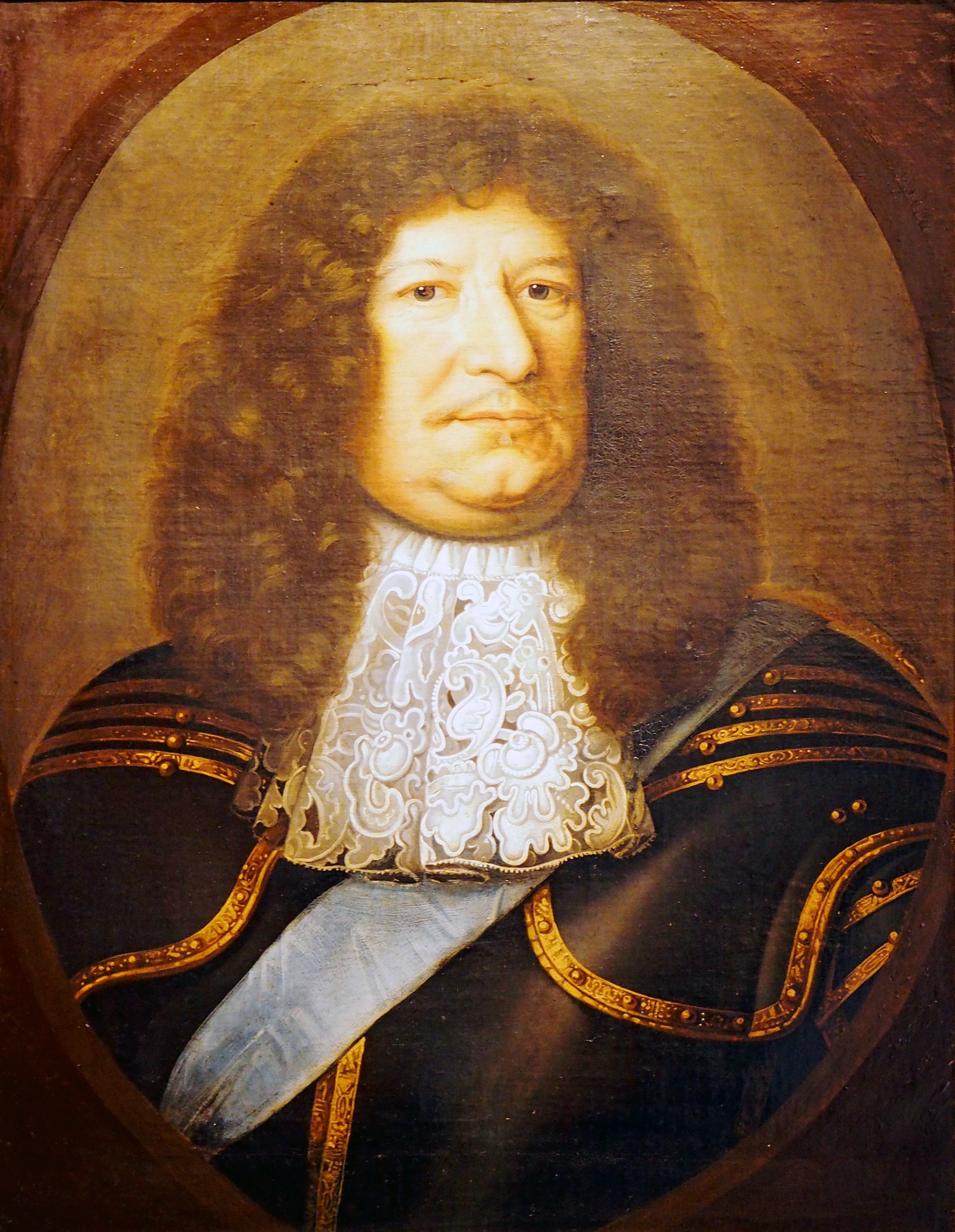
Friedrich Wilhelm, Kurfürst von Brandenburg

Dorothea Sophie von Schleswig-Holstein-Sonderburg-Glücksburg (* 9. Oktober 1636 in Glücksburg; † 6. August 1689 in Karlsbad) war von 1668 bis zu ihrem Tod durch ihre Ehe mit Kurfürst Friedrich Wilhelm Kurfürstin von Brandenburg.

## Leben
Dorothea war die Tochter von Herzog Philipp von Schleswig-Holstein-Sonderburg-Glücksburg und Sophie Hedwig von Sachsen-Lauenburg. Als Urenkelin des dänischen Königs Christian III. war sie auch mit dem dänischen Königshaus verwandt. Sie wuchs auf Schloss Glücksburg auf.
Seit 1653 war Dorothea mit Herzog Christian Ludwig von Braunschweig-Lüneburg, dem Schwager des dänischen Königs Friedrich III., verheiratet und lebte mit ihm auf Schloss Celle. Die Ehe mit dem jähzornigen und trinkfreudigen Welfenherzog blieb kinderlos. Im Jahre 1665 starb ihr Ehemann und sie zog sich zunächst auf den Witwensitz Schloss Herzberg zurück.
Seit dem 14. Juni 1668 war sie in zweiter Ehe mit Kurfürst Friedrich Wilhelm von Brandenburg, dem Großen Kurfürsten, verheiratet, von dem sie sieben Kinder bekam.
Dorothea war eine selbstbewusste und geschäftstüchtige Frau. Um die finanzielle Versorgung ihrer vier Söhne zu sichern, erwarb sie 1670 Brandenburg-Schwedt und weitere Gebiete, ähnlich wie der Kurfürst seiner ersten Ehefrau Luise Henriette von Oranien 1650 das Amt Bötzow (Amt Oranienburg) als Versorgungsquelle übertragen hatte. 1670 erhielt sie von ihrem Ehemann außerdem ein unbebautes Areal vor den Toren der damaligen Städte Berlin und Kölln (zwischen der heutigen Oranienburger Straße und Unter den Linden) als Geschenk. Sie ließ das Gelände parzellieren und verpachten. Ab 1674 wurde dort planmäßig die Berliner Neustadt angelegt, später „Dorotheenstadt“ genannt. Für die Lindenallee als Flaniermeile soll Dorothea 1680 den ersten Baum gepflanzt haben. In der Dorotheenstadt siedelten sich nach dem Edikt von Potsdam unter anderem Hugenotten an. Am Ufer der Spree entstand Anfang der 1680er Jahre auch eine Werft (Schiffbauhof).
Auch andere Projekte dienten der Wiederbelebung der infolge des Dreißigjährigen Krieges noch lange Zeit daniederliegende Wirtschaft in Brandenburg. Dazu gehörten der Betrieb einer Meierei und eines Gasthofes auf dem Gelände des späteren Schlosses Monbijou sowie Anstrengungen zur Belebung der Herrschaften Schwedt-Vierraden und Wildenbruch oder dem Betrieb einer Papiermühle in Liebenow. Sie ließ auch Schloss Schwedt und Schloss Wildenbruch neu aufbauen, nachdem sie die dortigen Grundherrschaften erworben hatte.
Die brandenburgische Kurfürstin setzte sich gemeinsam mit ihrem Gemahl für die Entwicklung von Potsdam als zweite Residenz des brandenburg-preußischen Staates ein. Im Jahr 1673 erwarb der Kurfürst für sie das Schloss Caputh bei Potsdam, wo sie ein ländliches Herrenhaus zu einem Lustschloss erweitern und ausstatten ließ. Heute ist es ein Museum der Stiftung Preußische Schlösser und Gärten Berlin-Brandenburg, dessen Ausstellung über das Leben und Wirken Dorotheas informiert.

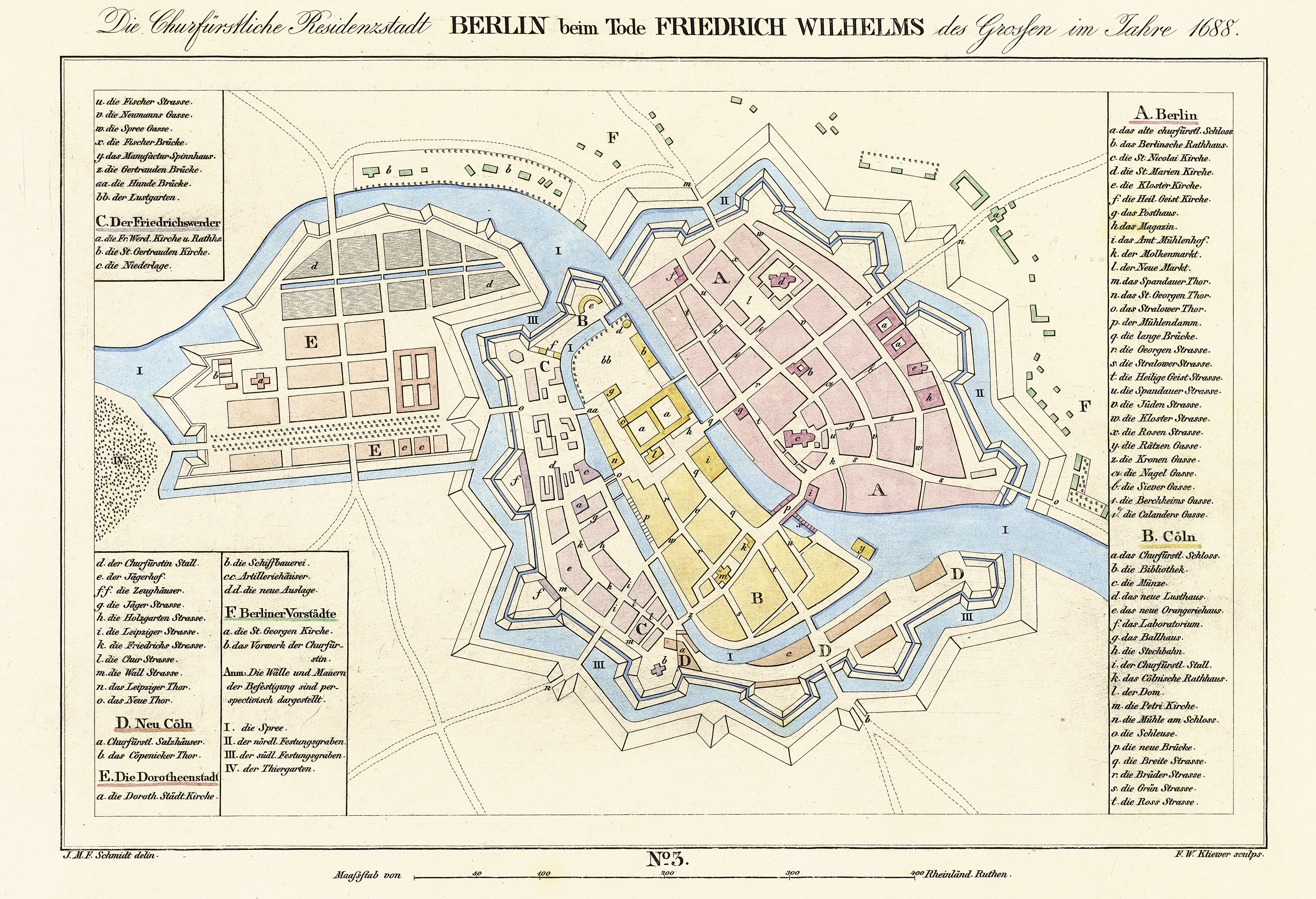
Dorotheenstadt, mit „E“ markiert, 1688
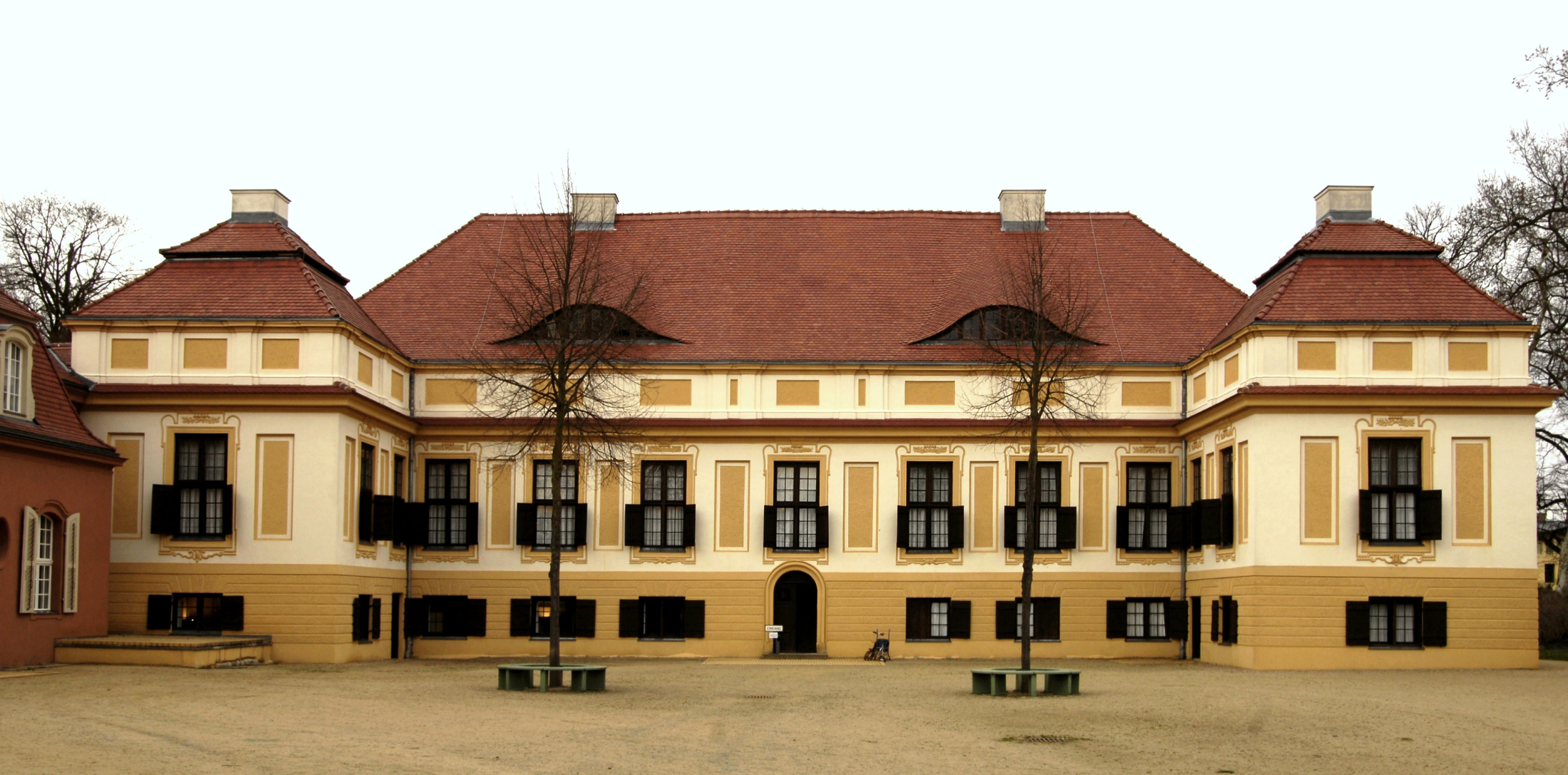
Schloss Caputh
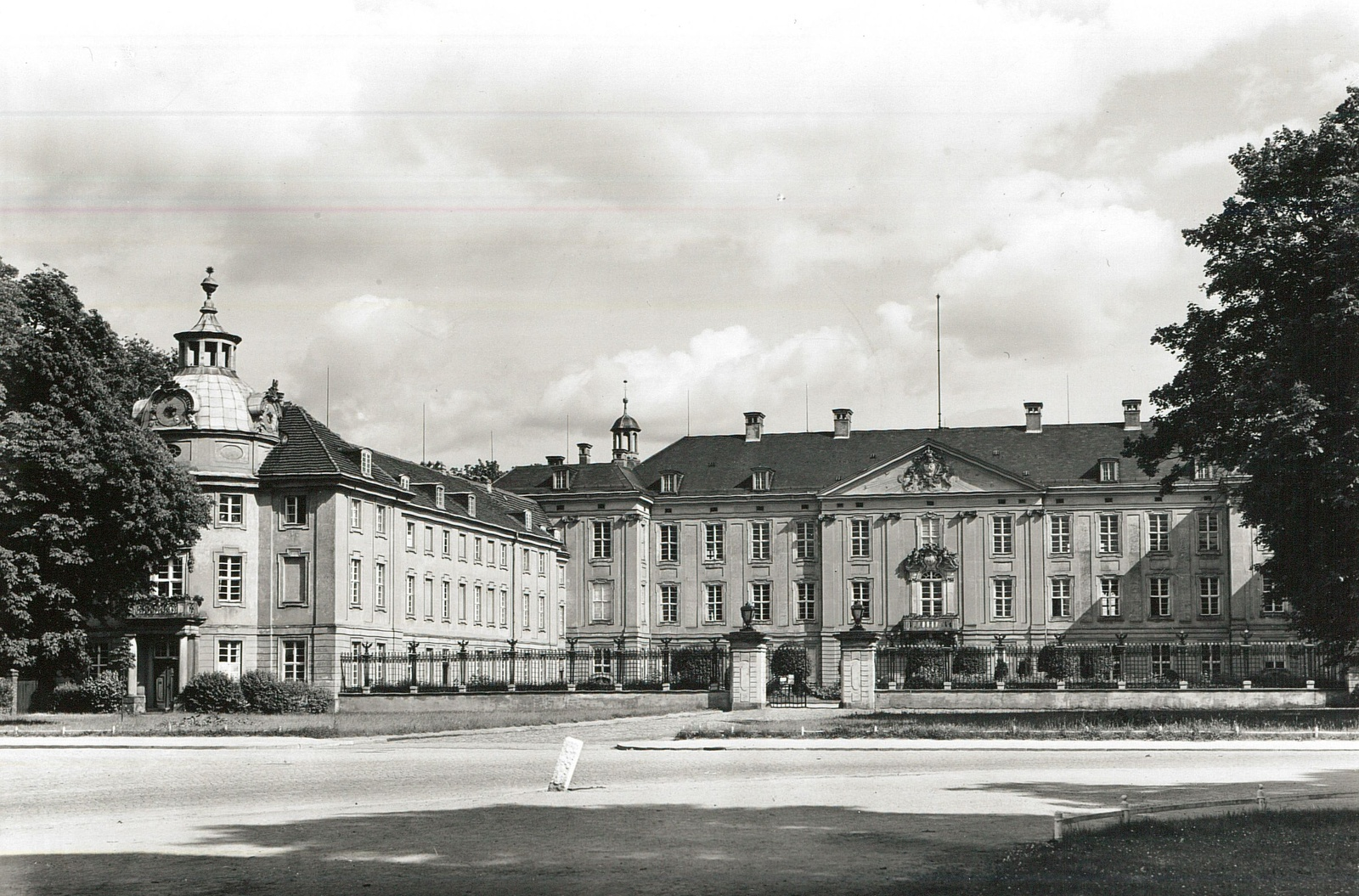
Schloss Schwedt
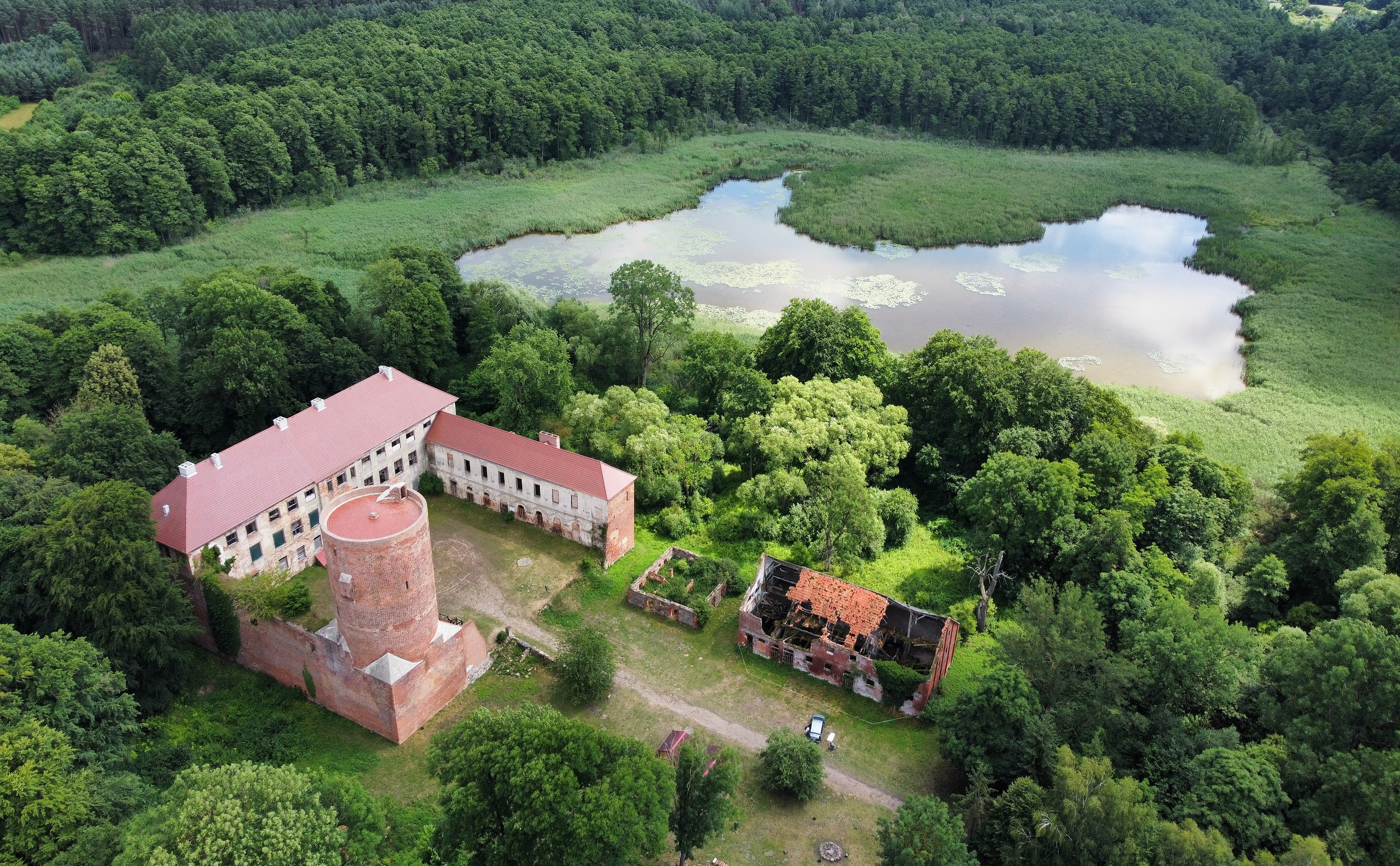
Schloss Wildenbruch

Ein halbes Jahr nach ihrer Hochzeit mit Friedrich Wilhelm von den preußischen Ständen nach ihrer religiösen Überzeugung befragt, übergab sie diesen Anfang 1669 ein ausführliches "Glaubensbekenntnis", das mit dem Satz beginnt: "Ich glaube nicht, was der Papst befiehlt, auch nicht in allen Stücken, was Luther, Zwingli, Beza und Calvin schreiben (...)." Aus Liebe zu ihrem zweiten Ehemann wechselte sie von der lutherischen zur reformierten Konfession. Sie trat mutig für die religiöse Toleranz ein: "(Ich) lasse (...) einem Jedweden die Freiheit seines Gewissens (...)." Gemeinsam mit ihrem Mann Friedrich Wilhelm hieß sie 1671 Juden und 1685 Hugenotten in Brandenburg-Preußen willkommen.
Ihre letzte Ruhestätte befindet sich in der Hohenzollerngruft des Berliner Doms.

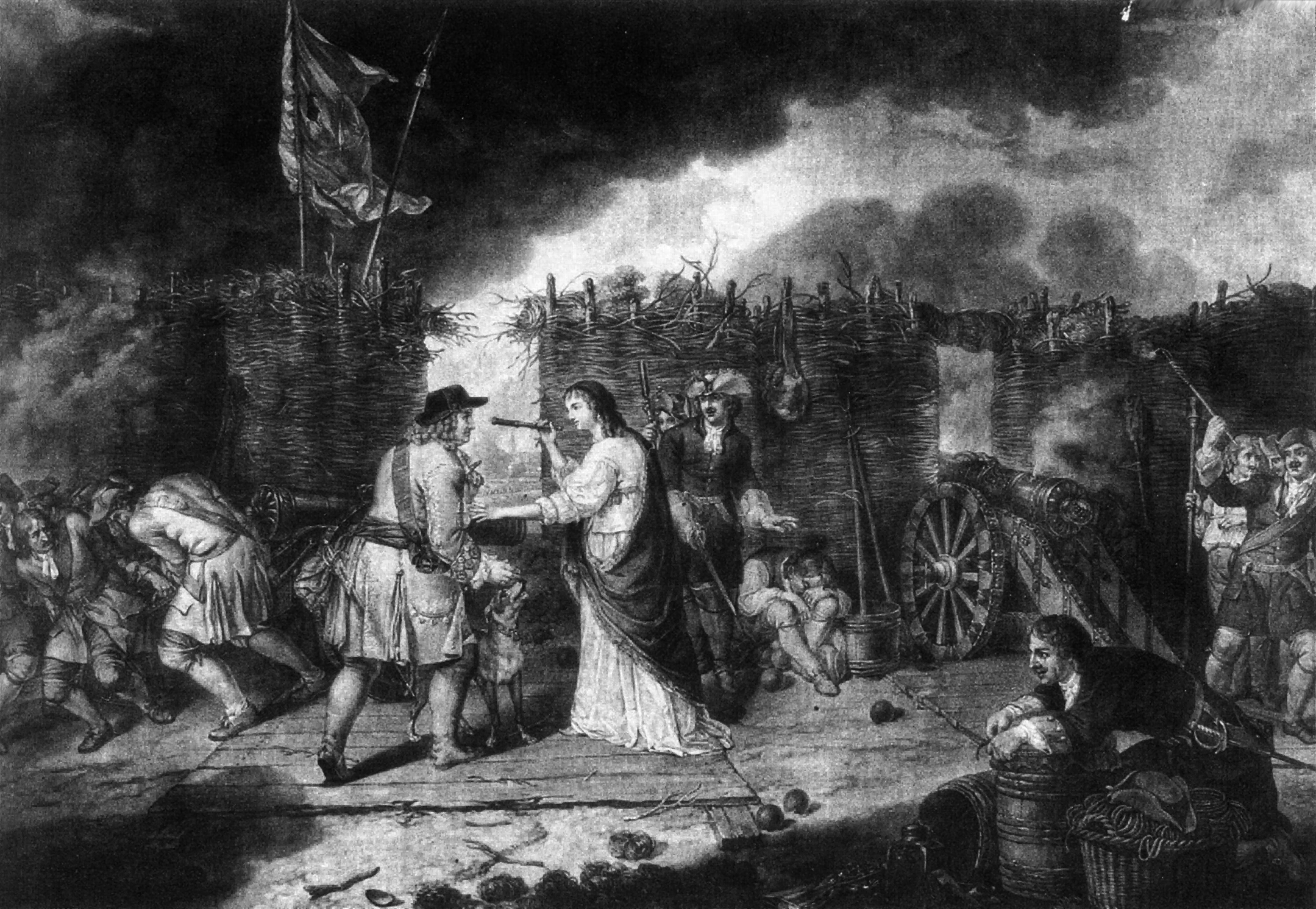
Der Große Kurfürst und seine Gemahlin Dorothea in einer Batterie vor der von den Schweden besetzten Festung Anklam, die am 27. August 1676 erobert wurde.

## Rezeption
In der Geschichtsschreibung werden die Leistungen der gebürtigen Glücksburgerin seit jeher weitgehend anerkannt. Positiv wird vermerkt, dass sie ihren Mann auf allen seinen Feldzügen begleitet habe, auf den Schlachtfeldern genächtigt, als Gleichberechtigte sehr großen Einfluss auf die Politik genommen und mit ihrem Mann alle Pläne bezüglich des Staates diskutiert habe (François de Rébenac, der Gesandte des französischen Königs Ludwig XIV. in Berlin). Darüber hinaus hat sie es geschafft, durch geschicktes Wirtschaften und überlegte Investitionen, sowohl ihr eigenes Vermögen zu mehren, als auch die Staatswirtschaft zu stärken.
In einigen Veröffentlichungen – zum Teil bis in die Gegenwart – erscheint die Kurfürstin als intrigant, habgierig, geizig, falsch und böse, besonders gegenüber ihren Stiefkindern. Auch soll sie nicht vor Giftmord zurückgeschreckt sein. Ihr wurde darüber hinaus vorgeworfen, mit Frankreich zu paktieren, eine Teilung des Landes in Kauf genommen und damit den Aufstieg Preußens zur Großmacht in Frage gestellt zu haben. Die Verdächtigung, dass Dorothea auf eine Aufteilung Brandenburg-Preußens hingewirkt habe, um ihren Söhnen ein Auskommen zu sichern, gilt als von der Geschichtswissenschaft widerlegt. Die negativen Darstellungen beruhen überwiegend auf Veröffentlichungen nach ihrem Tode, die vor allem von Karl Ludwig von Pöllnitz, langjähriger Kammerherr am Herrscherhaus Hohenzollern, in seinen Memoiren verbreitet wurden. Pöllnitz' Werk war auch Theodor Fontane bekannt und wurde von ihm in seinen Wanderungen durch die Mark Brandenburg, Abschnitt Schloss Köpenick, aufgegriffen. Fontane schreibt: Todesfälle und plötzliche Erkrankungen regten den Verdacht und die alten Befürchtungen wieder an und nachdem Kurprinz Friedrich ſelbſt bei Gelegenheit eines Feſtmahls, das ihm die Stiefmutter gab, von einem heftigen Kolikanfall heimgeſucht worden war, ſteigerten ſich ſeine Befürchtungen bis zu ſolchem Grade, daß er ſeinen Vater um die Erlaubniß bat, ſich nach Schloß Coepenick zurückziehen zu dürfen.
Als fürsorgliche Landesmutter tritt die Kurfürstin im Schauspiel Prinz Friedrich von Homburg von Heinrich von Kleist auf, das am 3. Oktober 1821, ein Jahrzehnt nach dem Tod des Dichters, in Wien uraufgeführt wurde.
Der Prignitzer Schriftsteller Gustav Gans zu Putlitz griff in seinem erstmals im Jahr 1858 am Burgtheater Wien gezeigten Schauspiel Das Testament des großen Kurfürsten die Vorwürfe auf, Dorothea habe auf eine Aufteilung Brandenburg-Preußens hingewirkt. Die Berliner Revue, eine sozialpolitische Wochenschrift, würdigte das Bühnenstück damals als "Symptom des erwachten deutschen Nationalgefühls". Bis Anfang des 20. Jahrhunderts wurde das Putlitz'sche Schauspiel in den Spielplan sehr vieler deutschsprachiger Bühnen aufgenommen. Kaiser Wilhelm II. lud den russischen Großfürsten und Thronfolger, den späteren Zaren Nikolaus II., zu einer Aufführung am 13. September 1889 ins Königliche Hoftheater Hannover ein. Das Schauspiel gipfelte im Bekenntnis zu einer unbesiegbaren brandenburgisch-österreichischen Allianz. In der russischen Presse fand die waffenrasselnde Glorifizierung deutscher Stärke "ein geradezu erbittertes Echo", meldete acht Tage später, am 21. September, das Neue Wiener Tagblatt.
Bis heute, wie beispielsweise in der Biografie über den ersten preußischen König Friedrich I. von Marsha und Linda Frey, ist eine negative Wahrnehmung durchaus noch vorhanden, wie Jobst Graf von Wintzingerode in seiner 2012 veröffentlichten Studie über Dorothea feststellt. Diese negative Wahrnehmung beruhe darauf, so der Hannoveraner Wissenschaftler, dass manche Publizisten ihre kritischen Urteile über Dorothea nicht auf die Primärquellen stützen, sondern auf die jahrhundertelange Legendenbildung.

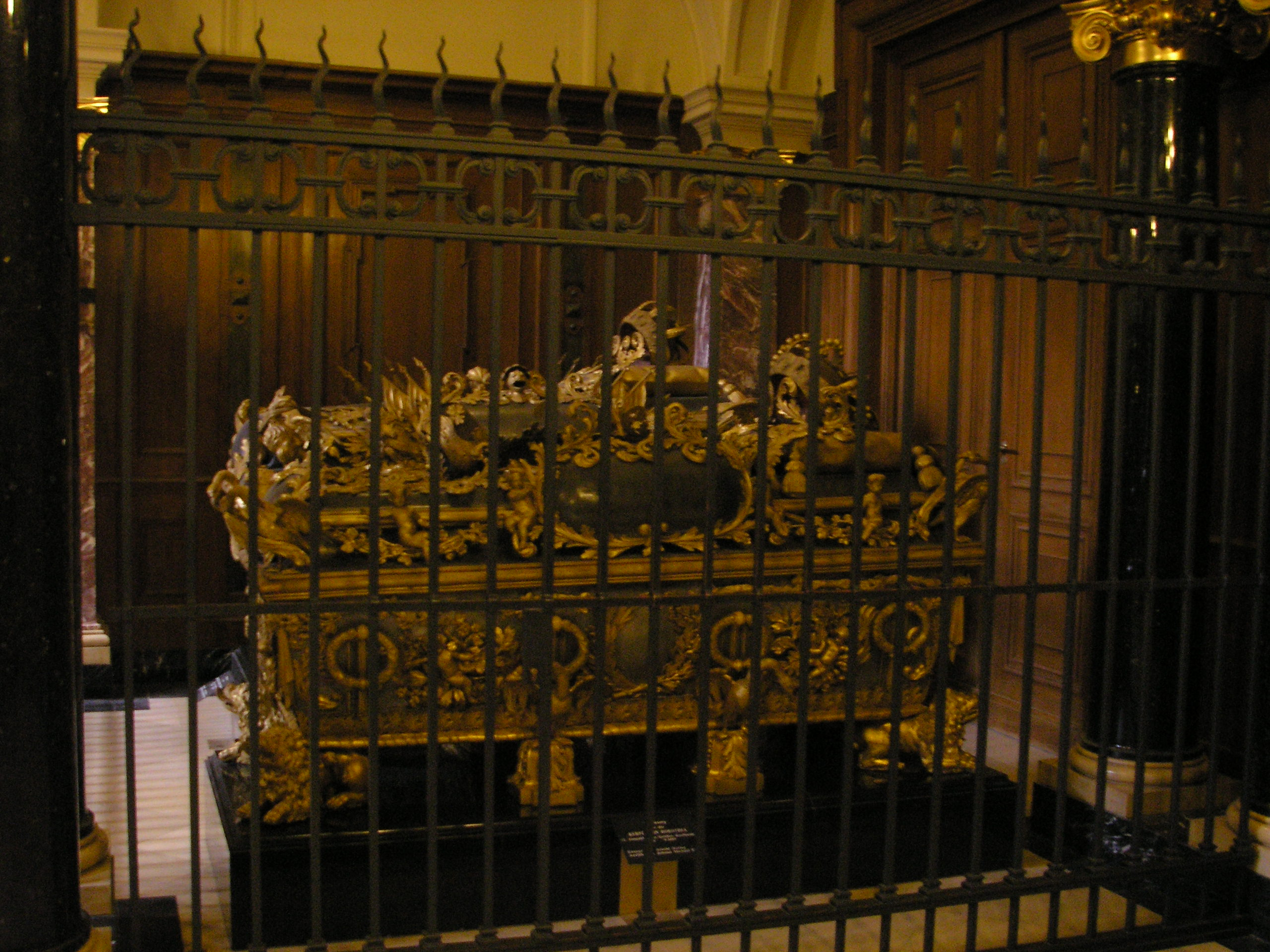
Sarkophag im Berliner Dom

## Nachkommen
Aus ihrer zweiten Ehe hatte sie folgende Kinder:
- Markgraf Philipp Wilhelm zu Brandenburg-Schwedt (* 19. Mai 1669; † 19. Dezember 1711), ⚭ 25. Januar 1699 Prinzessin Johanna Charlotte von Anhalt-Dessau (* 6. April 1682; † 31. März 1750)
- Maria Amalia (* 26. November 1670; † 17. November 1739), ⚭ I) 20. August 1687 Karl (* 18. November 1664; † 15. März 1688), Erbprinz von Mecklenburg-Güstrow, ⚭ II) 5. Juli 1689 Moritz Wilhelm (* 12. März 1664; † 15. November 1718), Herzog von Sachsen-Zeitz
- Albrecht Friedrich (* 24. Januar 1672; † 21. Juni 1731), Markgraf zu Brandenburg-Schwedt, Herrenmeister von Sonnenburg, ⚭ 31. Oktober 1703 Prinzessin Marie Dorothea von Kurland (* 2. August 1684; † 17. Januar 1743)
- Karl Philipp (* 5. Januar 1673; † 23. Juli 1695), Markgraf zu Brandenburg, ⚭ 1695 Katharina von Balbiano (* 1670; † Dezember 1719)
- Elisabeth Sophie (* 5. April 1674; † 22. November 1748), ⚭ I) 29. April 1691 Friedrich Kasimir (* 1650; † 22. Januar 1698), Herzog von Kurland, ⚭ II) 30. März 1703 Christian Ernst (* 27. Juli 1644; † 10. Mai 1712), Markgraf von Brandenburg-Bayreuth, ⚭ III) 3. Juni 1714 Ernst Ludwig (* 7. Oktober 1672; † 24. November 1724), Herzog von Sachsen-Meiningen
- Dorothea (* 6. Juni 1675; † 11. September 1676)
- Christian Ludwig (* 24. Mai 1677; † 3. September 1734), Markgraf zu Brandenburg-Schwedt, Administrator von Halberstadt

## Ehrungen
Ab 1676 wurde sie Regimentsinhaberin eines Regimentes zu Fuß (1806: No. 7). Ihren Namen trugen zwischen 1678 und 1692 auch zwei Fregatten der kurbrandenburgischen Flotte, siehe Dorothea (Schiff).